# Walter Santesso
Walter Santesso (* 27. Februar 1931 in Padua; † 20. Januar 2008 ebenda) war ein italienischer Schauspieler, Regisseur und Drehbuchautor. Seine bekannteste Rolle ist die des aufdringlichen Pressefotografen Paparazzo in Federico Fellinis Film Das süße Leben.
Santessos Karriere als Filmschauspieler begann im Jahr 1951 mit einer Nebenrolle in L'ultima sentenza. Nach weiteren kleineren Rollen verkörperte er dann im Jahr 1960 unter der Regie von Federico Fellini in Das süße Leben den Pressefotografen Paparazzo. Der Name dieser Rolle etablierte sich in den Folgejahren als Bezeichnung für Fotografen, die sich auf der Jagd nach Bildern von Prominenten fragwürdiger Methoden bedienen.
Große Erfolge als Schauspieler blieben für Santesso in den nächsten Jahren aus. Nachdem er für Mercanti di vergini zum letzten Mal vor der Kamera gestanden hatte, führte er in zwei weiteren Filmen Regie. Die erfolgreichere dieser beiden Produktionen ist La carica delle patate. Für diesen Kinderfilm wurde Santesso mit dem Hauptpreis des Giffoni-Filmfestivals (größtes europäisches Kinderfilmfestival) ausgezeichnet.

## Filmografie
Als Schauspieler:
- 1951: L'ultima sentenza
- 1952: Der Mann meines Lebens (L'homme de ma vie)
- 1952: Serenata amara
- 1954: Husarenstreiche (L'allegro squadrone)
- 1954: Canzone d'amore
- 1954: I cinque dell'adamello
- 1956: Il suo più grande amore
- 1957: Classe di ferro
- 1957: Himmel in Flammen (Il cielo brucia)
- 1958: El Alamein
- 1958: Gambe d'oro
- 1958: Promesse di marinaio
- 1959: I mafiosi
- 1959: Avventura a Capri
- 1960: Die Spur führt nach Caracas (Le bal des espions)
- 1960: Der Meistergauner (Il mattatore)
- 1960: Das süße Leben (La dolce vita)
- 1960: Madri pericolose
- 1960: Mobby Jackson
- 1961: Cronache del '22
- 1961: L'urlo dei bolidi
- 1961: Insel der weißen Wasser (Scano Boa)
- 1963: Dulcinea
- 1963: Objetivo: las estrellas
- 1966: Eroe vagabondo
- 1969: Mercanti di vergini

Als Regisseur:
- 1966: Eroe vagabondo
- 1979: La carica delle patate
- 1990: Il volo di Teo

Als Drehbuchautor:
- 1966: Eroe vagabondo
- 1979: La carica delle patate

## Auszeichnungen
- 1979 Giffoni-Filmfestival: Auszeichnung für den Besten Film